# Brachysporium masonii
Brachysporium masonii är en svampart som beskrevs av S. Hughes 1951. Brachysporium masonii ingår i släktet Brachysporium och familjen Trichosphaeriaceae.   Inga underarter finns listade i Catalogue of Life.